# شادی صدر
شادی صدر وکیل، روزنامه‌نگار، فمینیست حقوق‌دان و فعّال حقوق زنان ایرانی است. وی دانشجوی دکترای دانشگاه لیدن هلند بود. صدر از مؤسسین «زنان ایران»، اولین منبع اینترنتی برای ثبت فعالیتهای فعالان حقوق زنان در ایران است. وی از اعضای کمپین قانون بی‌سنگسار است و برای حذف سنگسار از قوانین ایران و پذیرش وکالت افرادی که به سنگسار محکوم شده‌اند تلاش کرده است. او همچنین مؤسس و از مدیران سازمان حقوق بشری غیردولتی و غیرانتفاعی «عدالت برای ایران» است و مؤسسه «راهی» را برای ارائه مشاوره حقوقی به زنان تأسیس کرد و تا زمان بازداشت در اسفند ۱۳۸۵ مدیر آن بود. اندکی پس از بازداشت، رژیم ایران مؤسسه را توقیف کرد.

## زندگی
شادی صدر متولد ۱۳۵۳ است. او در خانواده‌ای با مادر خانه‌دار و پدر کارمند، در کنار یک برادر بزرگ شد. او در حدود پانزده سالگی با ماهنامه سروش نوجوان وارد حوزهٔ روزنامه‌نگاری شد، سپس با ماهنامه همشهری همکاری کرد. در دانشگاه رشته حقوق را انتخاب کرد و موفق به دریافت دانشنامه حقوق بین‌الملل در سطح کارشناسی ارشد از دانشکده حقوق و علوم سیاسی دانشگاه تهران شد. شادی صدر به کار خود به عنوان روزنامه‌نگار ادامه داد تا اینکه به عنوان دبیر سرویس حقوقی روزنامه زن انتخاب گردید.
از فعالیت‌های این سازمان تهیه گزارش «جنایت بی عقوبت» است که پیرامون شکنجه و آزار جنسی زنان در دهه‌های ۶۰، ۷۰ و ۸۰ در ایران است. «سی و پنج سال در حجاب» نیز به فشارهای جمهوری اسلامی بر پوشش زنان تمرکز کرده است. با افزایش ازدواج دختربچه‌ها در سال‌های اخیر، شادی صدر بارها در مصاحبه‌ها و مقالات مختلف نسبت به آن هشدار داده است. همچنین اخیراً گزارشی تحت عنوان «داستان ناتمام» از سوی این سازمان حقوق بشری منتشر شده است، این گزارش پیرامون سه دهه جستجوی عدالت از سوی مادران خاوران است.

### بازداشت در سال ۱۳۸۵
شادی صدر نخستین بار در ۱۳ اسفند ۱۳۸۵ در مقابل دادگاه انقلاب تهران، به همراه بیش از سی نفر از فعالان جنبش زنان ایران که در حمایت از پروین اردلان، نوشین احمدی خراسانی، سوسن طهماسبی، فریبا داوودی مهاجر و شهلا انتصاری مقابل این دادگاه تجمع کرده بودند، دستگیر شد. او وکالت شهلا انتصاری و محبوبه عباسقلی زاده را نیز بر عهده داشت. او دو هفته بعد از بازداشت با قید وثیقه آزاد شد. او در دادگاه به «تجمع غیرقانونی، تبانی علیه امنیت ملی، اخلال در نظم عمومی و سرپیچی از فرمان پلیس» متهم شد. با این حال دادگاه هیچ حکمی برای او صادر نکرد. وثیقه او ۲۰۰ میلیون و تاریخ آزادی او ۲۸ اسفند ۱۳۸۵ بود. دادگاه رسیدگی به این پرونده در مرداد ۱۳۸۶ در دادیاری ویژه امنیت برگزار شد.

### بازداشت در سال ۱۳۸۸
صدر در صبح جمعه ۲۶ تیر ۱۳۸۸ در حالیکه از بلوار کشاورز قصد رفتن به نماز جمعه ۲۶ تیرماه ۱۳۸۸ را داشت توسط نیروهای لباس‌شخصی، با خشونت و بدون حکم قضائی سوار اتومبیلی شد و به مکان نامشخصی انتقال داده شد. این عمل همراه با خشونت و کتک بود به‌طوری‌که مانتو و روسری صدر از تنش درآمد. در پی دستگیری صدر، عفو بین‌الملل با صدور بیانیه‌ای خواستار آزادی فوری و بدون قید و شرط او شد.
وی در ۶ مرداد ۱۳۸۸ پس از یازده روز بازداشت، از زندان اوین آزاد شد. آزادی او در قبال وثیقه ۵۰ هزار دلاری (۵۰ میلیون تومانی) صورت گرفت. او پس از آزادی، با وجود حکم ممنوعیت خروجش، از ایران خارج شد.
دادگاه این پرونده به صورت غیابی در اردیبهشت ۱۳۸۹ برگزار شد و صدر در کنار محبوبه عباسقلی‌زاده به اتهام‌های «اقدام علیه امنیت کشور از طریق اجتماع و تبانی به قصد برهم زدن امنیت عمومی، اخلال در نظم عمومی و تمرّد در برابر مأمورین در تجمع اسفند سال ۸۵ در مقابل دادگاه انقلاب» محاکمه و به تحمل شش سال زندان و ۷۴ ضربه شلاق، محکوم شد.

### پس از خروج از ایران
شادی صدر پس از آنکه از ایران رفت، به کشورهای اروپایی وارد شد. در پی شکایت او در سال ۱۳۹۲ از یکی از مدیران شبکه پرس تی وی، مهدی میرطالب در لندن دستگیر شد. او در سال ۱۴۰۰ نیز در دادگاه مردمی آبان که در لندن و برای رسیدگی به پرونده کشتار معترضان در آبان ۱۳۹۸ برگزار شد، حاضر بود و نقش فعال داشت.

#### انتشار تصویر اهانت‌آمیز به مقدسات دینی
در خرداد ۱۳۹۵، شادی صدر عکسی از خود در حساب شخصی اینستاگرامش منتشر کرد که در آن، وی روی نوعی صندلی راحتی منقوش به برخی از نمادهای ماه محرم (از ایام مقدس نزد شیعیان) نشسته و جامی حاوی مایعی در دست اوست. روی صندلی او پرچم‌های منقش به نام حسین بن علی و نمادهای عاشورایی بود. انتشار این تصویر با بحث‌های گوناگونی مواجه شده است.‌ به گفته خود صدر، وی به خاطر نشر این تصویر، تهدید به قتل شده است. چند روز بعد این تصویر از صفحه اینستاگرام او حذف شد و مشخص نشد که این تصویر توسط اینستاگرام یا خود او حذف شده است. علی علیزاده از منتقدان به شادی صدر بابت انتشار این تصویر، در پیامی مدعی شد که برای این انتقاد، تهدید به قتل شده است.

## دیدگاه‌های سیاسی
وی در شهریور ۱۳۹۱ در مقاله‌ای اقوام ایرانی را «ملت» نامید و بر حق ملل در تعیین سرنوشت خویش تأکید کرد. در سال ۲۰۱۵، شادی صدر با شرکت در کنگرهٔ یکی گروه‌های جدایی طلب اهوازی، در کنار پرچم این گروه سخنرانی کرد. دیدگاه‌های او دربارهٔ جشن‌های ایرانی از جمله نوروز موجب واکنش‌هایی در فضای مجازی شده است.
به گفته شادی امین، شادی صدر به دفاع از حقوق اقلیت‌های قومی، مذهبی و جنسی پرداخته است، که این امر سبب شده موجی از حاشیه‌ها از سوی مخالفین حقوق اقلیت‌ها علیه او شکل بگیرد. همچنین در تهیه کتاب «جنسیت X» که پیرامون تجربه زیست همجنسگرایان و ترنسجندرها در ایران تهیه شده است، همکاری تأثیرگذاری داشته است. نسخه فارسی این کتاب در روز هفده می ۲۰۱۵ هم‌زمان با روز مبارزه با هموفبیا معرفی شد.
در پی مطلبی که شادی صدر در رابطه با اظهارات کاظم صدیقی در مورد علت وقوع زلزله، در سایت مردمک منتشر و در آن اظهار کرد «چندان فرقی بین حجت‌الاسلام صدیقی با هر یک از پسران تازه‌بالغ دیروز و مردان طرف دار حقوق بشر و حقوق زنان امروز نمی‌بینم»، موجی از انتقادات علیه وی در فضای وبلاگستان فارسی و در میان نویسندگان و روشنفکران ایجاد شد. همچنین گروهی در شبکه اجتماعی فیس‌بوک برای اعلام تفاوت طرز فکر اعضا با صدیقی تشکیل شد. به همین منظور با حضور در میزگرد پرگار بی‌بی‌سی فارسی با عنوان «آیا متلک‌گویی یک اتفاق ساده است» از نظرات خود دفاع کرد و عنوان داشت: همواره زنان فمینیست به نقش زنان در بازآفرینی مردسالاری واقف بوده‌اند، اما همان افراد اگر به نقش مردان اشاره کنند، به «ضد مرد» بودن متهم می‌شوند.
شادی صدر از منتقدان گروه مجاهدین خلق است و در پیامی از محاکمه رهبران این گروهک بابت اقداماتشان در گذشته، استقبال کرد. اقدامی که با پاسخ سازمان مجاهدین خلق همراه بود و مقاله‌ای با عنوان «فمینیست آخوندزاده» توسط آنان منتشر شد. با این حال برخی رسانه‌های از همکاری شادی صدر با سازمان مجاهدین خلق خبر داده‌اند. او در یاداشتی که هافینگتون پست نوشت، از قرار گرفتن این سازمان در لیست گروه‌های تروریستی در برخی کشورها، انتقاد کرده بود.

## جایزه‌ها
- ۱۳۷۸ - جایزه اول ششمین جشنوارهٔ مطبوعات کشور در بخش «ستون‌های ویژه».
- ۱۳۸۲ - جایزه اولِ دهمین جشنواره مطبوعات در بخش مقالات اجتماعی.
- ۱۳۸۴ - ۲۰۰۴ جایزه ایدا بی ولز[۳۳] برای شجاعت در روزنامه‌نگاری.[۳۴]
- ۱۳۸۸ - جایزه حقوق بشر سال ۲۰۰۹ بنیاد لخ والسا، به خاطر فعالیت‌های پیگیر در راستای پیشبرد آزادی بیان، موازین حقوق بشر و دموکراسی در ایران.[۳۵]
- ۱۳۸۸ - جایزه لاله حقوق بشر لاهه هلند (۲۰۰۹) به خاطر فعالیت‌های حقوقی، انتشار مقالات انتقادی و همچنین کمپین مبارزه با سنگسار و فعالیت در انجمن راهی.[۳۶]
- ۱۳۸۸ - جایزه زنان شجاع وزارت امور خارجه آمریکا (۲۰۱۰) به خاطر شجاعت و رهبری در دفاع از حقوق بشر و حقوق زنان (او این جایزه را به شیوا نظرآهاری تقدیم کرد)[۳۷]
- ۱۳۸۸ - جایزه پروانه طلایی فستیوال «فیلم هائی که اهمیت دارند» به همراه ۵ هزار دلار جایزه نقدی توسط سازمان عفو بین‌الملل به خاطر حضور در فیلم زنان در کفن.[۳۸]
- ۱۴۰۲ - جایزه ویژه آلمان به خاطر خدمات در زمینه حقوق بشر و زنان توسط وزیر امور خارجه آلمان[۳۹]